# Els Pavesos
Els Pavesos fue un grupo de música popular nacido en Valencia a principios de los años setenta en la Falla Corretgeria - Els Pavesos (de donde toma el nombre) de Ciutat Vella, cuando un grupo de falleros dirigido por Joan Monleón comenzó a ofrecer representaciones y a cantar canciones populares valencianas a sus compañeros, hasta que poco a poco comenzaron a actuar en otras fallas y se profesionalizaron, ofreciendo una corta pero interesante discografía.
El grupo se movía alrededor de la personalidad de Joan Monleón y basaba su repertorio en la descontextualización del folklore valenciano, a menudo desde un punto de vista satírico, con una puesta en escena lúdica y espectacular de estética Fallas, donde los disfraces y los fuegos artificiales eran una constante. En 1976 participaría en la segunda edición de Canet Rock.

## Discografía
- A la nostra gent (1976): versiones de canciones populares valencians.
- El pardal de Sant Joan... i la bolseria (1978): con preludio de Joan Fuster.
- València - Estambul - Konstantinòpolis (1979): el disco más exótico, con versiones de Brel y colaboración de Pi de la Serra.
- Borrumballes falleres (1981): disco temático de repertorio explícitamente fallero.